# باشگاه فوتبال شانلی‌اورفه‌اسپور
باشگاه فوتبال شانلی‌اورفه‌اسپور (انگلیسی: Şanlıurfaspor) یک باشگاه در شهر شانلی‌اورفه کشور ترکیه است که هم اکنون در لیگ دسته سوم این کشور حضور دارد.